# Цап та баран

Обкладинка книги «Цап та баран» із серії «Кращі українські казки», видавництво «Школа», 2016 рік

«Цап та баран» — українська народна казка, що належить до «казок про тварин».

## Персонажі
- цап
- баран
- дід
- баба
- вовки

## Сюжет
Двоє друзів Цап та Баран живуть у діда і баби. Вони — запеклі розбіяки. Врешті, не витримавши пустощів своїх улюбленців, дід і баба проганяють їх. Товариші певний час подорожують і знаходять на шляху вовчу голову. Зупинившись на ночівлю біля великого дерева, вони зустрічаються зі зграєю вовків. Щоб уберегтися від небезпеки, друзі вилазять на дерево. Врешті, баран, який був важче цапа, не втримався і впав донизу разом з вовчою головою. Цап, щоб порятувати товариша, крикнув, щоб той подав йому не ту голову, що впала, а більшу. Це злякало вовків і ті порозбігалися.
За іншим варіянтом, вовки запросили спочатку друзів до вечері, але злякавшись, що і їхні голови можуть потрапити до торбини, також утекли до лісу.

## Джерело
- Цап та баран. Українська народна казка [Архівовано 5 червня 2020 у Wayback Machine.] / [Електронний ресурс]. — Дерево Казок [Архівовано 10 березня 2020 у Wayback Machine.]

## Подібні казки
- Як цап та баран вовків налякали — туркменська казка [Архівовано 5 червня 2020 у Wayback Machine.] // переклад Данишин В. С.